# Stäketskolan
Stäketskolan var en skola, som låg i Stäket i nuvarande Järfälla kommun vid östra sidan av Stäksundet. Stäket ligger längst norrut i kommunen och ingår i sin helhet i Stockholms tätort. Skolan var i bruk i 75 år, från 1916 till 1991. Den sista avslutningen i skolan hölls vårterminen 1991. Efter nedläggningen av skolan används lokalerna nu av föreningar.
Stäketskolan byggdes år 1916, och det var flera år efter det att villasamhället hade etablerats. Bostadsområdet Stäket ligger i kommundelen Kallhäll-Stäket i Järfälla kommun inom tätorten Stockholm. Bebyggelsen i Kallhälls villastad började växa upp efter 1912, genom att anställda vid Bolinders Mekaniska Verkstads AB byggde enkla trävillor i området Björkliden på andra sidan gränsen mot Sollentuna landskommun. Bostadsområdet i Kallhälls villastad ligger i kommundelen Kallhäll-Stäket.
Stäketskolan blev den sjätte skolan i Järfälla och den låg i Stäket vid östra sidan av Stäksundet. Kallhäll-Stäket är idag den nordligaste kommundelen i Järfälla kommun.

## Historia

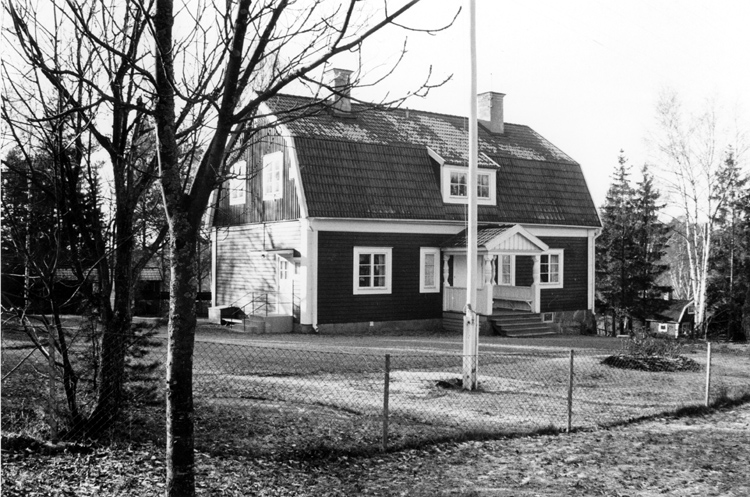
Stäketskolan från nordost 1961. Huset byggdes 1916 och har fortfarande kvar exteriören i praktiskt taget oförändrat skick.

Stäketskolan är en av kommunens få äldre skolhus som är välbevarat sedan det byggdes 1916. Då Stäketskolan byggdes hörde Stäket till Eds socken i nuvarande Upplands Väsby kommun och först 1955 kom Stäket och skolan att tillhöra Järfälla. Tidigare låg närmaste skola för barnen i Kallhäll och Stäket nära Ryssgraven i Kungsängen i Stockholms-Näs landskommun i Uppsala län. Vägarna var dåliga och avståndet var långt. Man byggde då Stäketskolan för att barnen i Kallhäll och Stäket skulle slippa gå över länsgränsen för att gå i skolan.
Stäketskolans byggnad uppfördes i två våningar. Två klassrum inreddes i nedre våningen, ett klassrum för småskolan och ett för folkskolan. Två lärarbostäder inreddes på övre våningen på vinden. Fasaderna har rödfärgad panel och fönstren har vitmålade snickerier. Huset ger därvid ett intryck av nationalromantik. Taket är ett brutet sadeltak med tvåkupigt rött lertegel.
Skolan renoverades och moderniserades under 1930-talet. Senare blev skolan enbart lågstadieskola. På 1980-talet var Stäketskolan kommunens äldsta ännu använda skola. Då gick 28 elever i första och andra klass, men elevantalet ökade vartefter.

## Bilder

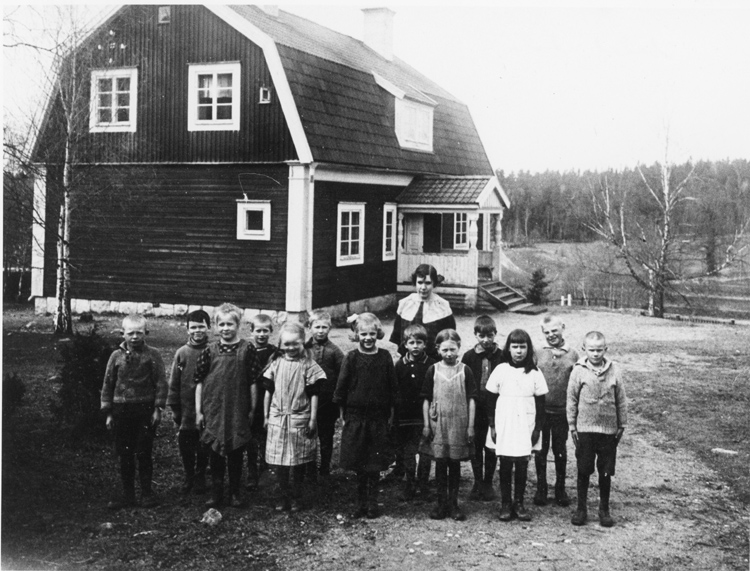
Småskoleklassen vid Stäketskolan, 1923-1924. Lärarinna: fröken Ragnhild Ahlström.
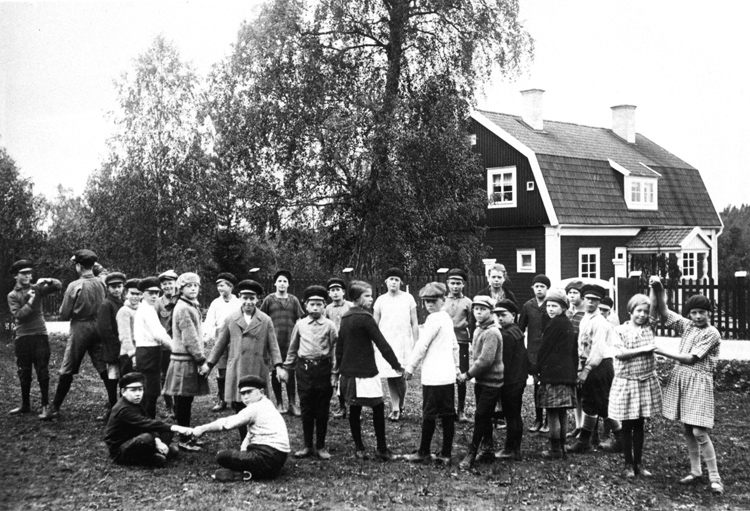
Stäketskolan med barn i förgrunden och skolbyggnaden i bakgrunden, 1927-1928.
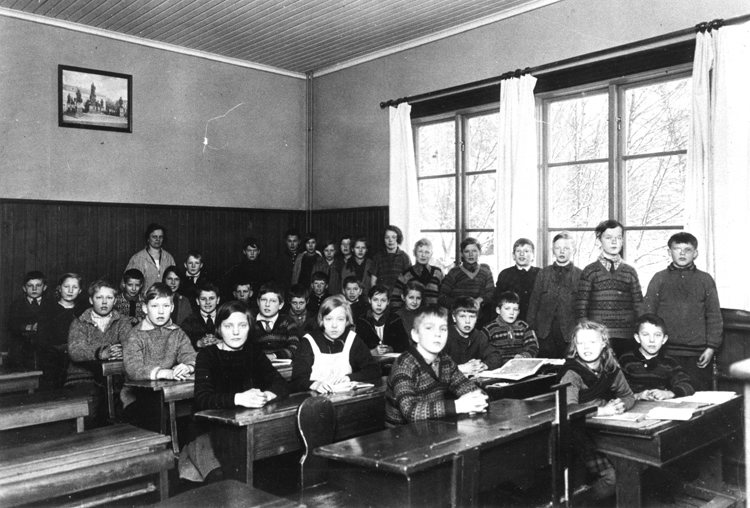
Folkskoleklassen vid Stäketskolan vid 1920-talets slut. Lärarinna: fröken Johansson.
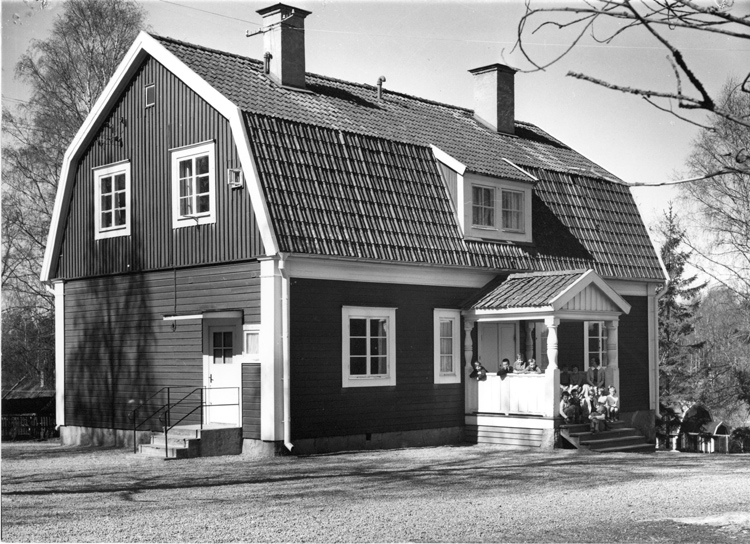
Stäketskolan 1961, närbild av skolhuset.